# Кубок Испании по футболу 1946
Кубок Испании по футболу 1946 — 42-й розыгрыш Кубка Испании по футболу выиграл Реал Мадрид. Этот кубок стал восьмым в истории команды. 
Соревнование прошло в период с 7 апреля по 9 июня 1947 года.

## Результаты матчей

### 1/4 финала
| Команда 1       | Итог | Команда 2   | 1-й матч | 2-й матч |
| --------------- | ---- | ----------- | -------- | -------- |
| Атлетико Мадрид | 4:6  | Севилья     | 1:0      | 3:6      |
| Реал Овьедо     | 3:1  | Кордова     | 1:0      | 2:1      |
| Алькояно        | 2:4  | Реал Мадрид | 2:2      | 0:2      |
| Валенсия        | 4:2  | Гранада     | 4:1      | 0:1      |

### 1/2 финала
| Команда 1   | Итог | Команда 2   | 1-й матч | 2-й матч |
| ----------- | ---- | ----------- | -------- | -------- |
| Реал Овьедо | 1:4  | Реал Мадрид | 0:1      | 1:3      |
| Валенсия    | 7:1  | Севилья     | 7:0      | 0:1      |

### Финал
| 9 июня, 1946                  | \| Реал Мадрид \| 3:1 \| Валенсия \| \| Баринага 2′ · Пруден 40′, 52′ \| Голы \| Горостиса 81′ \| | Олимпийский стадион, Барселона Зрителей: 60 000 |
| Реал Мадрид                   | 3:1                                                                                               | Валенсия                                        |
| Баринага 2′ · Пруден 40′, 52′ | Голы                                                                                              | Горостиса 81′                                   |